# Polnischer Filmpreis

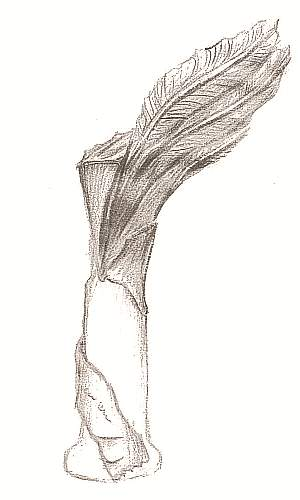
Zeichnung der Siegerstatuette Orzeł (dt.: Adler)

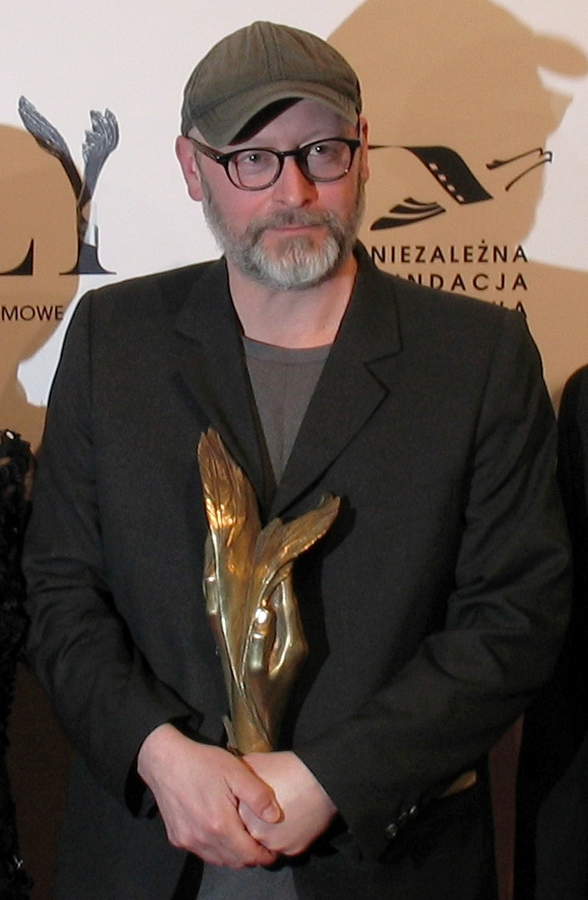
Regisseur Wojciech Smarzowski mit dem 2012 gewonnenen Publikumspreis

Der Polnische Filmpreis (polnisch Polskie Nagrody Filmowe – Orły) ist der nationale Filmpreis Polens. Er wurde erstmals im Jahr 1999 auf Initiative der Niezależna Fundacja Filmowa (NFF) und der Krajowa Izba Producentów Audiowizualnych (KIPA) vergeben. Seither werden von der über 500 Mitglieder zählenden Polska Akademia Filmowa, der Polnischen Filmakademie, jedes Jahr Ende Februar bzw. Anfang März in Warschau die besten polnischen Kinoproduktionen und Filmschaffenden des vergangenen Kinojahres prämiert.
Ein Film qualifiziert sich in dem der Preisverleihung vorhergehenden Jahr, wenn er zwischen dem 1. Januar und 31. Dezember mindestens sieben Tage in einem öffentlichen Kino gegen Entgelt gezeigt wurde. Die Produktionen müssen von einer polnischen Filmcrew realisiert worden und Polen als Produktions- oder Koproduktionsland angegeben sein. Die Gewinner werden von einer qualifizierten polnischen Fachjury bestehend aus Filmschaffenden ermittelt und mit einer stilisierten goldenen Adlerstatuette, dem so genannten Orzeł (deutsch Adler), ausgezeichnet. Die Aufbewahrung und der Transport der Briefumschläge, die die Sieger verkünden, obliegt seit 2005 den Notaren der Wirtschaftsprüfungsgesellschaft PricewaterhouseCoopers (PwC), die selbige Aufgabe auch bei der Verleihung des US-amerikanischen Filmpreises Oscar innehaben.

## Kategorien und Rekorde
Ursprünglich wurde der Polnische Filmpreis in zwölf Kategorien vergeben, aktuell werden Preisträger alljährlich in 18 verschiedenen Kategorien prämiert – in einer Kategorie werden ausländische (europäische) Filmproduktionen ausgezeichnet sowie separat ein Publikums- und ein Ehrenpreis. Die Anzahl an Nominierungen variiert zum Teil je nach Kategorie. Wurden bei der Verleihung 2013 mehrheitlich drei Nominierungen pro Kategorie ausgelobt, konkurrierten in den Kategorien Drehbuch, Szenenbild, Ton vier Nominierte gegeneinander.
Die erfolgreichsten Filme sind Wojciech Smarzowskis Sommer 1943 – Das Ende der Unschuld (Wołyń) mit 14 Nominierungen und acht Auszeichnungen 2017 sowie Roman Polańskis Der Pianist und Borys Lankosz’ Rewers, die bei den Verleihungen im Jahr 2003 beziehungsweise 2010 auf je 13 Nominierungen kamen und ebenfalls in acht Kategorien triumphieren konnten. Der am häufigsten prämierte Filmschaffende ist der Kameramann Krzysztof Ptak, der zwischen 1999 und 2010 sechsmal mit einem Orzeł ausgezeichnet wurde, während die Filmeditorin Wanda Zeman 2009 mit Erhalt ihrer zehnten Nominierung einen Rekord aufstellte. Erfolgreichste Schauspieler sind Kinga Preis und Robert Więckiewicz mit je vier gewonnenen Darstellerpreisen.
| Kategorie                     | Originalbezeichnung                 | verliehen seit |
| ----------------------------- | ----------------------------------- | -------------- |
| Bester Film                   | Najlepszy film                      | 1999           |
| Beste Regie                   | Najlepsza reżyseria                 | 1999           |
| Bestes Drehbuch               | Najlepszy scenariusz                | 1999           |
| Beste Hauptdarstellerin       | Najlepsza główna rola kobieca       | 1999           |
| Bester Hauptdarsteller        | Najlepsza główna rola męska         | 1999           |
| Beste Nebendarstellerin       | Najlepsza drugoplanowa rola kobieca | 2000           |
| Bester Nebendarsteller        | Najlepsza drugoplanowa rola męska   | 2000           |
| Beste Kamera                  | Najlepsze zdjęcia                   | 1999           |
| Bestes Szenenbild             | Najlepsza scenografia               | 1999           |
| Bestes Kostümdesign           | Najlepsze kostiumy                  | 2001           |
| Beste Filmmusik               | Najlepsza muzyka                    | 1999           |
| Bester Ton                    | Najlepszy dźwięk                    | 1999           |
| Bester Schnitt                | Najlepszy montaż                    | 1999           |
| Beste Nachwuchsleistung       | Odkrycie roku                       | 2008           |
| Ehrenpreis für ein Lebenswerk | Nagroda za osiągnięcia życia        | 1999           |
| Bester europäischer Film      | Najlepszy film europejski           | 2005           |
| Bester Dokumentarfilm         | Najlepszy film dokumentalny         | 2013           |
| Publikumspreis                | Nagroda publiczności                | 2002           |

Ehemalige Kategorien:
- Bester Filmproduzent (Najlepszy producent, 1999–2001)
- Spezialpreis (Nagroda specjalna, 2001–2003)